# Non nobis solum
Non nobis solum (pt.: "não só para nós") é um lema em latim. Variações comuns são non nobis, sed omnibus ("não para nós, mas para todos") e non nobis solum, sed omnibus. Significa que as pessoas devem contribuir para o bem maior geral da humanidade, além de seus próprios interesses.